# Pronto, Falei
Pronto, Falei é um filme de comédia romântica brasileiro, produzido pela Imagem Filmes lançado em 8 de dezembro de 2022 nos cinemas brasileiros. O filme é estrelado por Nicolas Prattes e Rômulo Arantes Neto. O roteiro foi escrito por Fabio Danesi e Alexandre Soares Silva a partir de uma ideia da psicanalista Camila Petean. A direção é de Michel Tikhomiroff.

## Sinopse
Renato é um jovem tímido e inseguro, que expressa o que verdadeiramente pensa apenas por meio de e-mails. Ele escreve para o colega de trabalho, a namorada e os pais, mas não tem coragem de enviar as mensagens e deixa tudo na pasta de rascunhos. Um dia, sem nenhuma explicação, todos os seus e-mails arquivados são enviados e ele precisa enfrentar as terríveis consequências de ser quem realmente é.

## Elenco
- Nicolas Prattes como Renato Schneider
- Rômulo Arantes Neto como Edgar
- Kéfera Buchmann como Janaina
- Duda Santos como Daniella
- Kauê Telloli como Paulo
- Vitor Moretti como Cristiano
- Fábio Herford como Gian
- Bruna Tomio como Larissa
- Juliana Lourenção como Luiza
- Victor Mendes como Thomas
- Bella Marcatti como Secretária
- Felipe Hintze como Marcel
- Bryan Ruffo como Lico
- Fernando Lufer como Jornalista Bar

## Produção
As gravações do filme tiveram inicio em março de 2022 e se encerraram em abril do mesmo ano.
Inicialmente o longa recebeu Draft como título para história.
O primeiro trailer do longa foi lançado em 26 de outubro.